# Villemi
Koordinaten: 58° 51′ N, 22° 48′ O
Villemi ist ein Dorf (estnisch küla) in der Landgemeinde Hiiumaa (bis 2017: Landgemeinde Käina). Es liegt auf der zweitgrößten estnischen Insel Hiiumaa (deutsch Dagö).

## Beschreibung
Villemi hat 29 Einwohner (Stand 31. Dezember 2011).
Bekannt ist der Ort vor allem für einen großen Findling, den Antu kivi. Sein Umfang beträgt 26,5 m, seine Höhe 10,5 m. Er steht seit 1962 unter Naturschutz.